# Motion Revive Series
Motion Revive Seriesとは、バンダイから発売されている、全身24箇所もの可動部により多彩なポージングを可能にした、新素体のアクションフィギュアである。略称は「MRS」。

## 商品の概要
仮面ライダーシリーズ、モンスターハンター、またゼノサーガシリーズを題材としたアクションフィギュア。可動箇所・範囲や本体サイズはタカラのミクロマン200Xに近い。仮面ライダー5まで武器は黒色単色成型であったが、仮面ライダー6以降では値段上昇に伴い彩色となった。

## 商品

### 仮面ライダー

#### 仮面ライダー1
2007年7月発売　(電王3種、カブト4種)
- 仮面ライダー電王 ソードフォーム
- 仮面ライダー電王 ロッドフォーム
- 仮面ライダー電王 アックスフォーム
- 仮面ライダーカブト ライダーフォーム
- 仮面ライダーキックホッパー
- 仮面ライダーパンチホッパー
- 仮面ライダーダークカブト ライダーフォーム(シークレット)

#### 仮面ライダー2
2007年10月発売　(電王5種、カブト2種)　
- 仮面ライダー電王 ガンフォーム
- 仮面ライダー電王 ウイングフォーム
- 仮面ライダーゼロノス アルタイルフォーム
- 仮面ライダーゼロノス ベガフォーム
- 仮面ライダーザビー ライダーフォーム
- 仮面ライダーガタック ライダーフォーム
- モモタロス(シークレット)

#### 仮面ライダー3
2008年1月発売　(電王3種、カブト2種、響鬼2種)　
- 仮面ライダー電王 ライナーフォーム
- 仮面ライダーゼロノス ゼロフォーム
- 仮面ライダーガオウ
- 仮面ライダードレイク ライダーフォーム
- 仮面ライダーサソード ライダーフォーム
- 仮面ライダー響鬼
- 仮面ライダー響鬼 京介変身体（シークレット）

#### 仮面ライダー4
2008年4月発売　(キバ2種、電王1種、響鬼3種、THE NEXT1種)
- デネブ
- 仮面ライダーキバ キバフォーム
- 仮面ライダーキバ バッシャーフォーム
- 仮面ライダー威吹鬼
- 仮面ライダー轟鬼
- 仮面ライダー斬鬼
- 仮面ライダー THE NEXT 1号(シークレット)

#### 仮面ライダー5
2008年8月発売　(キバ4種、電王1種、THE NEXT2種)
- 仮面ライダーキバ ガルルフォーム（頭部新造形）
- 仮面ライダーキバ ドッガフォーム（頭部新造形）
- 仮面ライダーイクサ セーブモード
- 仮面ライダーイクサ バーストモード
- 仮面ライダー THE NEXT 2号
- 仮面ライダー THE NEXT V3
- 仮面ライダーネガ電王(シークレット)

#### 仮面ライダー6
2008年12月発売　(キバ2種、ブレイド2種、クウガ2種)
- 仮面ライダーキバ エンペラーフォーム
- 仮面ライダーライジングイクサ
- 仮面ライダーブレイド
- 仮面ライダークウガ ライジングマイティ
- 仮面ライダークウガ ライジングペガサス
- 仮面ライダーギャレン（マスク割れVer.）(シークレット)

#### 仮面ライダーSP
2009年3月発売　(キバ1種、電王2種、カブト1種、響鬼1種、クウガ1種)
- 仮面ライダーキバ キバフォーム（頭部造形がvol.5のキバガルルフォーム・キバドッガフォームのものに変更）
- 仮面ライダー電王 ソードフォーム（頭部造形がvol.5のネガ電王のものに変更）
- 仮面ライダー響鬼（成型色変更、アームドセイバー追加）
- 仮面ライダーカブト（カブトクナイガン（アックス・ガンモード）追加）
- モモタロスイマジン（モモタロスォード追加）
- 仮面ライダークウガ マイティフォーム

### モンスターハンター

#### モンスターハンター 可動狩人
2008年5月発売
- リオレウス
- シルバーソル
- リオソウル
- ゲネポスS
- ギアノス
- キリンS ホワイトスキン
- キリンS イエロースキン
- キリンS ブラウンスキン

#### モンスターハンター 可動狩人G
2008年12月発売
- レウスシリーズ(剣士/男)
- シルバーソルシリーズ(剣士/男)
- ブラックシリーズ(剣士/男)
- イーオスシリーズ(ガンナー/男)
- ランポスシリーズ(ガンナー/男)
- キリンXシリーズ(女)A
- キリンXシリーズ(女)B
- キリンXシリーズ(女)C

### ゼノサーガ（EP3）
非ブラインド商品・単品売り
- KOS-MOS(コスモス) Ver.4　2009年3月発売
- TEROS(テロス)　2009年3月発売